# 施堯化
施堯化（？—？），字尔瞻，浙江湖州府归安县人，雲南廣南衛（今昆明）軍籍，明朝政治人物。

## 生平
万历三十一年（1603年）癸卯科云南乡试舉人，萬曆三十二年（1604年）聯捷甲辰科进士，刑部觀政，初授鸡泽知县，三十七年复除长葛知县，三十八年调光山县，四十年任同考官，四十一年升吏部考功司主事，给假，四十五年补验封司主事，又调考功司，升员外，调考功，四十六年调文选，升验封司郎中，四十七年给假，天启二年起验封司郎中，三年给假。

## 家族
曾祖施昱，嘉靖五年进士，官至光禄寺卿。兄施尧心，万历三十一年癸卯科舉人。弟施尧中，万历四十六年戊午科解元。